# 5 Pułk Strzelców Pieszych Dzieci Warszawskich

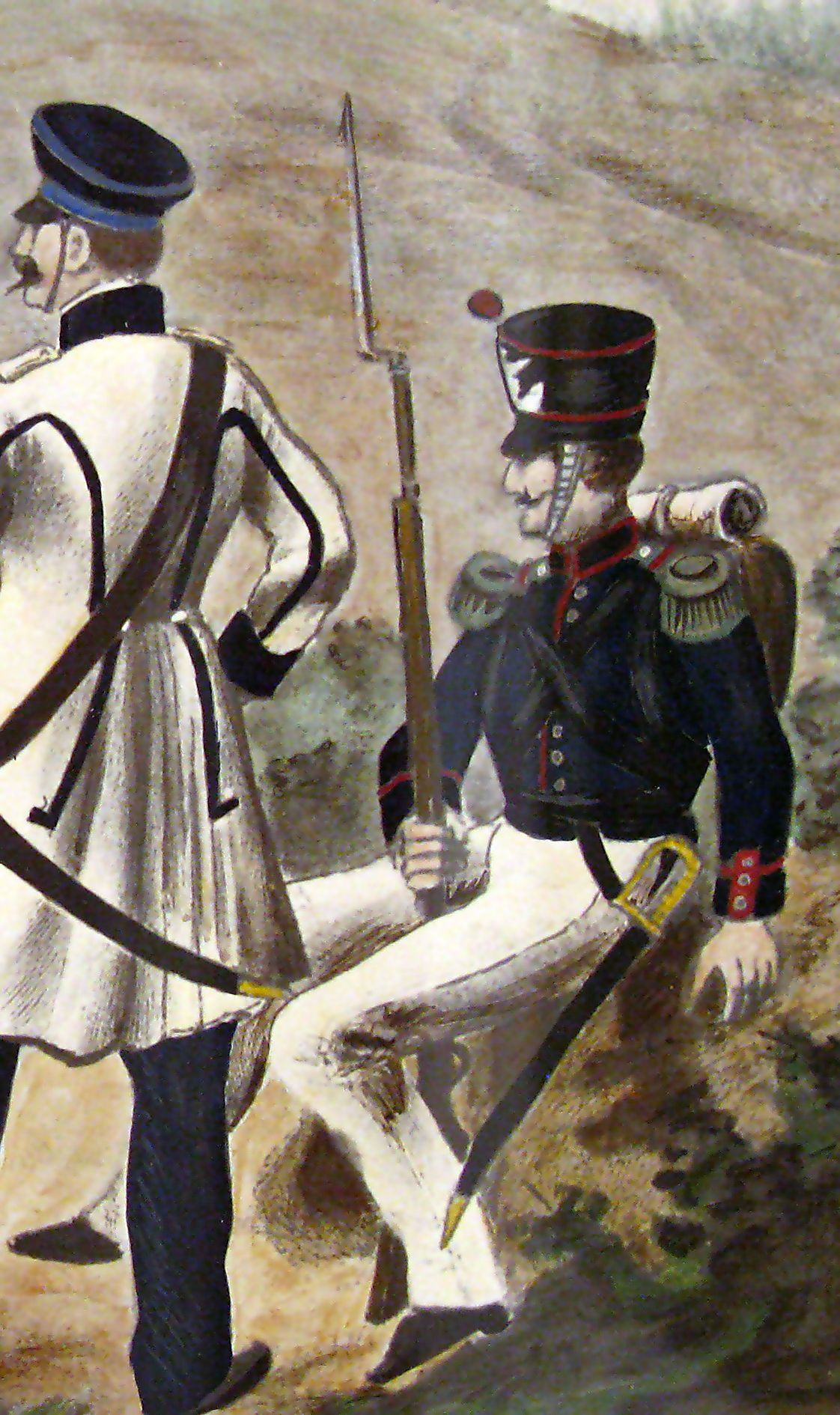
Żołnierz 5 Pułku Strzelców Pieszych

5 Pułk Strzelców Pieszych Dzieci Warszawskich – polski pułk piechoty okresu Królestwa Kongresowego.

## Formowanie i zmiany organizacyjne
Sformowany w styczniu 1831 na koszt miasta stołecznego Warszawy. Pułk wszedł w skład nowo sformowanej 3 Dywizji Piechoty. W marcu 1831 roku jego stan wynosił około 2500 żołnierzy. 26 kwietnia 1831 przeprowadzono kolejną reorganizacje piechoty armii głównej dzieląc ją na pięć dywizji. Pułk znalazł się w 2 Brygadzie 3 Dywizji Piechoty. Pułk dotknęła fala dezercji, od 14 stycznia od 25 lutego służbę w nim porzuciło 208 żołnierzy.

## Dowódcy pułku
Pułkiem dowodzili:
- ppłk Alojzy Czołczyński (od 25 stycznia, awansował na płk 26 marca 1831)
- ppłk Jakub Antonini (od 21 kwietnia, awansował na płk 27 września)
- ppłk Jakub Sośnicki (od 4 października).

## Walki pułku
Pułk brał udział w walkach w czasie powstania listopadowego.
Bitwy i potyczki: 
- Grochów (25 lutego),
- Wawer (31 marca),
- Kleczków (19 maja),
- Rudki (20 maja),
- Ostrołęka (26 maja),
- Warszawa (6 i 7 września).

W 1831 roku, w czasie wojny z Rosją, żołnierze pułku otrzymali 2 kawalerskie, 31 złotych i 46 srebrnych krzyży Orderu Virtuti Militari.